# Madamigella di Maupin
Madamigella di Maupin é um filme de aventura produzido na Itália, dirigido por Mauro Bolognini e lançado em 1966. É baseado na vida de Mademoiselle de Maupin e no romance homônimo, de Théophile Gautier.